# Il mio matrimonio preferito
Il mio matrimonio preferito (My Favorite Wedding) è un film del 2017 diretto da Mel Damski.

## Trama
Tess è una dottoressa che è stata invitata al matrimonio della sua migliore amica Amber. Quando arriva a Chicago viene accolta dall'avvocato divorzista Michael, il migliore amico dello sposo. 
Durante i festeggiamenti, Tess e Michael aiutano Amber a garantire il perfetto svolgimento del matrimonio. Tess è anche nominata per una borsa di ricerca alla North Western e la ottiene, e durante il weekend del matrimonio incontra il relatore, il dottor Hastings, che rimane molto colpito da lei e la sceglie. Durante la cerimonia capisce che il suo attuale fidanzato Dex non è il l'uomo giusto per lei e lo lascia. Dopo il matrimonio capisce di essere innamorata di Michael e viene ricambiata e si baciano durante il ricevimento delle nozze.